# Космос-1312
Космос-1312 је један од преко 2400 совјетских вјештачких сателита лансираних у оквиру програма Космос.
Космос-1312 је лансиран са космодрома Плесецк, СССР, 30. септембра 1981. Ракета-носач Циклон-3 је поставила сателит у орбиту око планете Земље. Маса сателита при лансирању је износила 1500 килограма. Космос-1312 је био геодетски сателит.